# P5 (mikroarchitektura)
P5 je architektura mikroprocesorů Intelu reprezentovaná prvními modely procesorů Pentium. Společnost uvedla tuto architekturu na trh 22. března 1993, kdy začala nahrazovat předchozí architekturu procesorů 80486. V listopadu 1995 ji potom naopak začala nahrazovat novější architektura P6, která přinesla vylepšené modely Pentium Pro a následně Pentium II.
P5 byla pátou generací procesorů Intel a první generací superskalárních procesorů architektury i386 později přejmenované na IA-32. Tato architektura také v pozdějších modelech procesorů poprvé přinesla do architektury x86 sadu multimediálních instrukcí MMX. Procesory této architektury byly zpočátku vyráběny 800 nanometrovou technologií, později 600, 350 až nakonec i 280 nanometrovou.